# Conus obscurus
Conus obscurus é uma espécie de gastrópode do gênero Conus, pertencente à família Conidae.

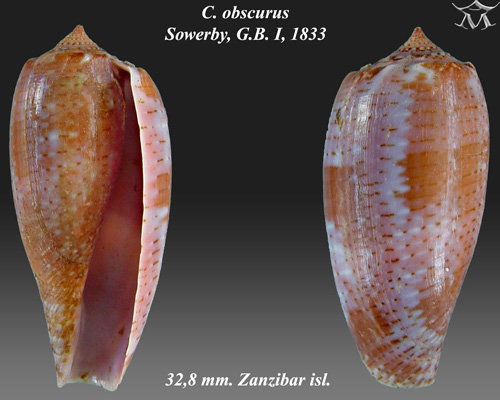
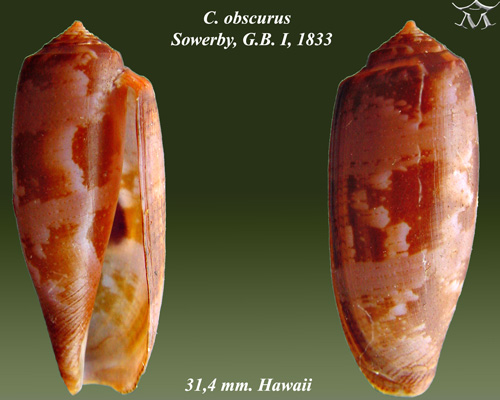
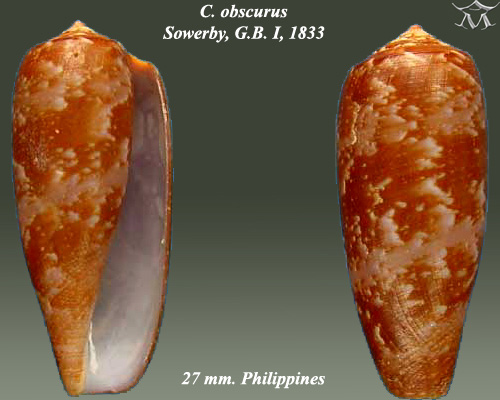